# S. L. Huang
Shi Lian Huang, bekannt als S. L. Huang, ist eine amerikanische Science-Fiction-Autorin. 2020 wurde ihre Kurzgeschichte As the Last i May Know mit dem Hugo Award ausgezeichnet.

## Leben und Ausbildung
Shi Lian Huang stammt aus New Jersey. Sie studierte Mathematik am MIT, bevor sie nach Los Angeles zog. Nachdem Huang nach Hollywood gezogen war, um Stuntfrau und Waffenexpertin zu werden, wurde bei ihr Brustkrebs diagnostiziert, was sie körperlich vorübergehend stark einschränkte. In dieser Zeit wandte sie sich dem Schreiben zu, da sie nicht aktiv an Filmsets arbeiten konnte. Huang identifiziert sich als gender queer.

## Wirken
Neben ihren literarischen Erfolgen war Huang die erste Frau, die in Hollywood als professionelle Waffenmeisterin tätig war und damit eine Vorreiterrolle in der Filmbranche einnahm.

## Auszeichnungen
- 2020: Hugo Award

## Werke
Eine zusammenfassende Bibliographie der Kurzgeschichten wurde aus der ISFDB übernommen.

### Kurzgeschichten
- Hunting Monsters. 2014.
- By Degrees and Dilatory Time. 2015.
- My Grandmother's Bones. 2016.
- The Documentarian. 2016.
- The Little Homo Sapiens Scientist. 2016.
- The Last Robot. 2017.
- Split Shadow. 2017.
- Time Travel Is Only for the Poor. 2017.
- The Woman Who Destroyed Us. 2018.
- Dulce et Decorum. 2018.
- Devouring Tongues. 2018.
- As the Last I May Know. 2019.
- The Million-Mile Sniper. 2020.
- Murder by Pixel. 2022.